# Turó del Pei (Castellterçol)
El Turó del Pei és una muntanya de 766,5 metres d'altitud que es troba en el terme municipal de Castellterçol, a la comarca del Moianès.
Està situat a l'extrem central-occidental del terme, a ponent de la masia del Criac, a l'extrem meridional del Serrat de l'Horta i a migdia del Bosc Gran del Criac. És al nord del lloc on la carretera BV-1245 fa un doble revolt molt tancat, entre els punts quilomètrics 4 i 6. És a la dreta de la riera del Marcet.